# Ammophila nasuta
Ammophila nasuta es una especie de avispa del género Ammophila, familia Sphecidae.

## Taxonomía
Fue descrito por primera vez en 1845 por Lepeletier de Saint Fargeau.